# Angela Bundalovic
 (février 2019).
Si vous disposez d'ouvrages ou d'articles de référence ou si vous connaissez des sites web de qualité traitant du thème abordé ici, merci de compléter l'article en donnant les références utiles à sa vérifiabilité et en les liant à la section « Notes et références ».
Angela Bundalovic est une actrice danoise. Elle est surtout connue pour son rôle de Beatrice dans la série télévisée The Rain diffusée sur Netflix depuis le 4 mai 2018.

## Jeunesse
Angela Bundalovic a étudié la danse et la chorégraphie à l'École nationale de théâtre du Danemark (Den Danske Scenekunstskole). 

## Filmographie

### Cinéma

#### Longs métrages
- 2005 : Dark Horse : Dommerens datter

#### Courts métrages
- 2006 : Blood Sisters

### Télévision
- 2018 : The Rain : Beatrice (7 épisodes)
- depuis 2020 : Limboland : Nadja
- 2023 : Copenhagen Cowboy : Miu (6 épisodes)